# 72-й Венеційський кінофестиваль
72-й щорічний Венеційський міжнародний кінофестиваль проходив у Венеції з 2 по 12 вересня 2015 року з мексиканським кінорежисером Альфонсо Куароном як головою журі Головного конкурсу.
«Еверест» був оголошений фільмом відкриття, а драма «Містер Сікс» режисера Гуань Ху — нічним фільмом закриття. Також на фестивалі була показана відновлена версія фільму «Амаркорд» Федеріко Фелліні. Італійська акторка і режисерка Еліза Сенауі виступила ведучою церемоній відкриття та закриття фестивалю.
Постер фестивалю містить фото Настасії Кінські у образі своєї героїні з фільму «Париж, Техас» Віма Вендерса, а на задньому плані зображений Жан-П'єр Лео у образі Антуана Дуанеля з фільму «Чотириста ударів» Франсуа Трюффо, який був обличчям попереднього фестивалю.
Американський режисер Браян Де Пальма отримав почесну нагороду Jaeger-LeCoultre Glory, яка вручається за особливий внесок у сучасний кінематограф. Церемонія нагородження пройшла 9 вересня, після якої відбулась світова прем'єра документальної стрічки «Де Пальма» режисерів Ноя Баумбаха та Джейка Пелтроу. Джонатан Деммі, який очолив журі секції «Горизонти», також отримав почесну нагороду за внесок у кіно. «Почесним Золотим левом» був нагороджений Бертран Таверньє. Нагороду імені Робера Брессона отримав іранський режисер-вигнанець Мохсен Махмальбаф, який присвятив її українському режисерові Олегу Сенцову, незаконно засудженому до 20 років ув'язнення в Росії.
Венесуельський фільм «Здалеку» режисера Лоренцо Вігаса отримав «Золотого лева» кінофестивалю.

## Участь України
На 72-му міжнародному Венеційському кінофестивалі поза конкурсом була показана українська документальна стрічка «Зима у вогні» Євгена Афінєєвського про Революцію гідності та документальна робота українського режисера Сергія Лозниці «Подія» виробництва Голландії та Бельгії.

## Перебіг фестивалю
10 вересня Венеційський кінофестиваль висловив підтримку від імені всієї світової кіноіндустрії незаконно ув'язненому в Росії українському режисерові Олегу Сенцову. «Ще минулого року на захист Олега виступили Педро Альмодовар, Майк Лі, Стівен Долдрі, Мохсен Махмальбаф, Тільда Свінтон. На попередньому фестивалі одне крісло, призначене для членів журі, простояло символічно порожнім як нагадування про Олега» — йдеться в документі, поширеному Венеційським кінофестивалем. Під час 72-го Венеційського фестивалю у підтримку Сенцова виступили український режисер Сергій Лозниця і іранський режисер Мохсен Махмальбаф, а французький режисер Крістіан Венсан перед прем'єрою свого конкурсного фільму публічно зачитав звернення кінематографічної громадськості на захист Сенцова.

## Журі
Головний конкурс
- Альфонсо Куарон, мексиканський кінорежисер (голова)
- Елізабет Бенкс, американська акторка і кінорежисерка
- Діана Крюгер, німецька акторка
- Еммануель Каррер, французький письменник, сценарист і кінорежисер
- Нурі Більге Джейлан, турецький кінорежисер
- Павел Павліковський, польський кінорежисер
- Франческо Мунци, італійський кінорежисер
- Хоу Сяосянь, тайванський кінорежисер
- Лінн Ремсей, шотландський сценарист і кінорежисер

«Горизонти»
- Джонатан Деммі, американський кінорежисер (голова)
- Алікс Делапорте, франзузький кінорежисер і сценарист
- Пас Вега, іспанська акторка
- Фрут Чан, гонконгський кінорежисер
- Аніта Капріолі, італійська акторка

«Луїджі Де Лаурентіс»
- Саверіо Костанзо, італійський кінорежисер (голова)
- Роджер Гарсіа, гонконгський продюсер
- Наташа Лоран, франзузька кінокритикиня та історикиня
- Чарльз Бьорнетт, американський кінорежисер
- Даніела Мішель, мексиканська журналістка

## Конкурсна програма

### Головний конкурс
Наступні фільми були обрані для Головного конкурсу:
| Українська назва     | Оригінальна назва     | Режисер(и)                   | Країна виробництва           |
| -------------------- | --------------------- | ---------------------------- | ---------------------------- |
| 11 хвилин            | 11 minut              | Єжи Сколімовський            | Польща                       |
| Аномаліза            | Anomalisa             | Чарлі Кауфман та Дюк Джонсон | США                          |
| Великий спалах       | A Bigger Splash       | Лука Гуаданьїно              | Італія Франція               |
| Бегемот              | 悲兮魔兽              | Жао Ліанг                    | КНР Франція                  |
| Безрідні звірі       | Beasts of No Nation   | Кері Фукунага                | США                          |
| Кров від моєї крові  | Sangue del mio sangue | Марко Беллоккьо              | Італія                       |
| Клан                 | El Clan               | Пабло Траперо                | Аргентина Іспанія            |
| Дівчина з Данії      | The Danish Girl       | Том Гупер                    | Велика Британія США          |
| Здалеку              | Desde allá            | Лоренцо Вігас                | Венесуела Мексика            |
| Нескінченна ріка     | The Endless River     | Олівер Германус              | ПАР Франція                  |
| Рівні                | Equals                | Дрейк Дорімус                | США                          |
| Франкофонія          | Francofonia           | Олександр Сокуров            | Франція Німеччина Нідерланди |
| Божевілля            | Abluka                | Емін Елпер                   | Туреччина Франція Катар      |
| Серце собаки         | Heart of a Dog        | Лорі Андерсон                | США                          |
| Очікування           | L'attesa              | П'єро Мессіна                | Італія Франція               |
| У пошуках Грейс      | Looking for Grace     | Сью Брукс                    | Австралія                    |
| Горностай            | L'Hermine             | Крістіан Венсан              | Франція                      |
| Маргарита            | Marguerite            | Ксав'є Джаннолі              | Франція Чехія Бельгія        |
| Заради вас           | Per amor vostro       | Джузеппе М. Гаудіно          | Італія Франція               |
| Останній день Рабина | Rabin, the Last Day   | Амос Гітай                   | Ізраїль Франція              |
| Пам'ятай             | Remember              | Атом Егоян                   | Канада Німеччина             |

### Поза конкурсом
Наступні фільми були вибрані для показу поза конкурсом:
| Українська назва                | Оригінальна назва                            | Режисер(и)                   | Країна виробництва |
| ------------------------------- | -------------------------------------------- | ---------------------------- | ------------------ |
| Після полудня                   | 那日下午                                     | Цай Мінлян                   | Тайвань            |
| Чорна меса                      | Black Mass                                   | Скотт Купер                  | США                |
| Де Пальма                       | De Palma                                     | Ноа Баумбак та Джейк Пелтроу | США                |
| Подія                           | The Event                                    | Сергій Лозниця               | Нідерланди Бельгія |
| Еверест                         | Everest                                      | Балтасар Кормакур            | США                |
| Я не знаю чоловіків цього міста | Gli uomini di questa città io non li conosco | Франко Мареско               | Італія             |
| Ходімо зі мною                  | Go with Me                                   | Даніель Альфредсон           | США Канада Швеція  |
| В Джексон-Гайтс                 | In Jackson Heights                           | Фредерік Вайсмен             | США                |
| Дженіс: Сумна маленька дівчинка | Janis: Little Girl Blue                      | Емі Дж. Берг                 | США                |
| Холодна вулиця                  | La calle de la amargura                      | Артуро Ріпштейн              | Мексика Іспанія    |
| Найменша армія у світі          | L'esercito piu piccolo del mondo             | Джанфранко Панноне           | Ватикан            |
| Містер Сікс                     | 老炮儿                                       | Гуань Ху                     | КНР                |
| Не будь злим                    | Non essere cattivo                           | Клаудіо Калігарі             | Італія             |
| У центрі уваги                  | Spotlight                                    | Томас Маккарті               | США                |
| Зима у вогні                    | Зима у вогні                                 | Євген Афінєєвський           | Україна            |

## Паралельна програма

### «Дні Венеції»

#### Приз Люкс
| Українська назва | Оригінальна назва | Режисер(и)                         | Країна виробництва                 |
| ---------------- | ----------------- | ---------------------------------- | ---------------------------------- |
| Середземномор'я  | Mediterranea      | Йонас Карпіньяно                   | Італія США Німеччина Франція Катар |
| Мустанг          | Black Mass        | Деніз Ґамзе Ерґювен                | Франція Німеччина Туреччина Катар  |
| Урок             | Урок              | Крістіна Грозева та Петар Валчанов | Болгарія Греція                    |

## «Класика Венеції»
Наступні фільми були вибрані для показу у секції «Класика Венеції»:
| Українська назва        | Оригінальна назва     | Режисер(и)        | Країна виробництва       |
| ----------------------- | --------------------- | ----------------- | ------------------------ |
| Венеція                 | Venise                |                   | Франція                  |
| Мерехтлива правда       | A Flickering Truth    | Скотт Купер       | Нова Зеландія Афганістан |
| Заснути у гніві         | To Sleep with Anger   | Чарльз Бернетт    | США                      |
| Красунчик Серж          | Le Beau Serge         | Клод Шаброль      | Франція                  |
| Жага                    | Pyaasa                | Гуру Датт         | Індія                    |
| Олександр Невський      | Александр Невский     | Сергій Ейзенштейн | СРСР                     |
| Промінь сонця           | Sonnenstrahl          | Пал Фейош         | Німеччина Австрія        |
| Амаркорд                | Amarcord              | Федеріко Фелліні  | Італія                   |
| Навряд чи він злочинець | Apenas un delincuente | Уго Фрегонезе     | Аргентина                |
| Білі лапки              | Pattes blanches       | Жан Гремійон      | Франція                  |

## Нагороди
Нагороди були розподілені таким чином:

### Конкурсна програма
Головний конкурс
- «Золотий лев» — «Здалеку» реж. Лоренцо Вігас
- «Срібний лев» — Пабло Траперо за «Клан»
- Ґран-прі журі — «Аномаліза» реж. Чарлі Кауфман та Дюк Джонсон
- Кубок Вольпі:
  - Найкращий актор — Фабріс Лукіні за «Горностай»
  - Найкраща акторка — Валерія Голіно за «Заради вас»
- Нагорода Марчелло Мастроянні — Абрам Атта за «Безрідні звірі»
- Нагорода за найкращий сценарій — Крістіан Венсан за «Горностай»
- Спеціальний приз журі — «Божевілля» реж. Емін Елпер
- «Лев майбутнього» — Нагорода імені Луїджі Де Лаурентіс за найкращий дебютний фільм — «Дитинство господаря» реж. Бреді Корбет
- «Квір-лев» — «Дівчина з Данії» реж. Том Гупер

Спеціальні нагороди
- «Почесний Золотий лев» — Бертран Таверньє[16]
- Нагорода Jaeger-LeCoultre Glory за особливий внесок у кіно: Браян Де Пальма[17]
- Нагорода за візионерський талант: Джонатан Деммі[18]
- Нагорода Mimmo Rotella: Террі Гілліам, Джонні Депп та Олександр Сокуров (за «Франкофонію»)[19]

### Автономні секції
2-га церемонія вручення нагород Starlight Cinema
- Нагорода за кар'єрні досягнення: Ліна Вертмюллер
- Міжнародна нагорода: Пас Вега
- Найкращий фільм: «Казка казок» реж. Маттео Ґарроне
- Найкраща нова акторка року: Сільвія д'Аміко
- Найкращий новий актор року: Джованні Анзалдо
- Гуманітарна нагорода: Міріам Катанія
- Спеціальна згадка: Кінокомісія Lucana
- Найкраща нова виробнича компанія: Buena Onda Ріккардо Скамарчіо
- Міжкультурна нагорода: Рейналду Джанеккіні

4-й кінофестиваль Green Drop
- Нагорода Green Drop: «Бегемот» реж. Жао Ліанг

Приз ФІПРЕСІ
- Найкращий фільм 72-ї Венеції: «Кров від моєї крові» реж. Марко Беллоккьо
- Найкращий фільм «Горизонтів» та Міжнародного тижня критики: «Середа, 9 травня» реж. Вагід Жалілван

Кінофестиваль імені Вітторіо Венето
- Нагорода молодіжного журі кінофестивалю імені Вітторіо Венето: «Пам'ятай» реж. Атом Егоян
  - Спеціальна згадка: «11 хвилин» реж. Єжи Сколімовський

Нагороди імені Франческо Пазінетті
- Найкращий фільм: «Не будь злим» реж. Claudio Caligari
- Найкращий актор: Лука Марінеллі за «Не будь злим»
- Найкраща акторка: Валерія Голіно за «Заради вас»
- Найкращий фільм «Днів Венеції»: «Перше світло» реж. Вінченцо Марра

«Миша»
- «Золота миша»: Rabin, the Last Day реж. Amos Gitai
- «Срібна миша»: Spotlight реж. Tom McCarthy

Нагорода SIGNIS
- Нагорода SIGNIS: Behemoth реж. Zhao Liang
  - Спеціальна згадка: The Wait реж. Piero Messina

Нагорода FEDIC (Federazione Italiana dei Cineclub)
- Нагорода FEDIC: Non essere cattivo реж. Claudio Caligari
  - Спеціальна згадка: The Wait реж. Piero Messina

Нагороди Fedeora
- Fedeora Award for the Best european film in competiotion: Francofonia directed by Alexander Sokurov
- Venice Days
  -     - Best film: Underground Fragrance реж. Pengfei
    - Best new director: Ruchika Oberoi за Island City
    - Best new actress: Ondina Quadri за Arianna

  - International Critics’ Week
    - «Pietro Barzisa» award: Tanna реж. Bentley Dean and Martin Butler
    - Best Cinematography: Benthey Dean за Tanna
    - Best film: Kalo Photi реж. Bahadur Bham Min

  - Laguna Sud Award:
    - Best film: Lolo реж. Julie Delpy
    - Best italian breakthrough: Arianna реж. Carlo Lavagna